# François Buttner
Pour les articles homonymes, voir Buttner.
François Jules Henri Buttner, ou Général Buttner, né à Paris le 5 avril 1917 et mort à Montpellier le 21 février 1988, est un général français du XXe siècle (général de corps d'armée) de la Ve république, spécialiste de l'arme aéroportée. Il fut Général commandant, puis Directeur général de l'École polytechnique. Il est le fils d'Henri Buttner, Contröleur général de l'Aéronautique (1881-1939).

## Biographie

### Études
Il est élève des Oratoriens au Collège de Juilly (Seine-et-Marne), puis à l'École Sainte Geneviève de Versailles. À la toute fin de sa vie en 1987, il est diplômé ès-Lettres et Sciences Humaines de l'Université Paul-Valéry Montpellier 3.

### Carrière
- Le 1er octobre 1937, il entre à l'École Polytechnique.
- De septembre 1939 au 25 juin 1940, il est sous-lieutenant au 51e Régiment d'artillerie durant la Campagne de France.
- En novembre 1940, il est sous-lieutenant au 68e Régiment d'Artillerie d'Afrique.
- En novembre 1942, lors de l'opération Torch, il est blessé.
- De fin 1942 à mai 1943, il fait la Campagne de Tunisie, toujours au 68e Régiment d'Artillerie d'Afrique (68e RAA).
- Du 15 août 1944 à février 1945, il est capitaine artilleur blindé au 68e RAA dans la 1re Division Blindée française, il participe au Débarquement de Provence et à la Libération de la France et à la Campagne d'Allemagne.
- De l'immédiat Après guerre à 1950, il est capitaine instructeur à l'École Interarmes de Saint-Cyr Coëtquidan, puis intègre l'inspection de l'artillerie. Il est breveté parachutiste en 1947, fait un passage à la section d'étude des troupes aéroportées puis commande la 1re batterie du  35e Régiment d'Artillerie Parachutiste (1947-1949) à Tarbes.
- En 1950, il est officier diplômé d'État-major affecté à l'État Major de commandement supérieur des troupes aéroportées (1950-1951)
- De 1951 à janvier 1952, durant la guerre d'Indochine, il combat dans les rangs du 2e Bataillon Colonial de Commandos Parachutistes (2B CCP).
- Du 20 janvier 1952 au 28 janvier 1953, il est capitaine Chef de corps du 1er Bao An, le 1er Bataillon de Parachutistes Vietnamiens (1er BPVN).
- Il est gravement blessé lors de la bataille de Han-Ké, un an d'hospitalisation à l'Hôpital Militaire du Val-de-Gräce.
- De 1954 à 1957, il est Chef d'escadron dans les Forces françaises en Allemagne, à l'État major du 2e corps d'armée (Coblence).
- De 1958 à 1961, il est stagiaire à l'ESG (École Supérieure de Guerre), il devient Chef d'État-major de l'ESMIA.
- En 1961 et 1962, il est lieutenant-colonel de la 11e Division Légère d'Intervention  puis colonel Chef de corps du 35e R.A.P (35e Régiment d'Artillerie Parachutiste.
- De 1963 à 1965, comme colonel il est chef du bureau artillerie à la Direction Technique des Armes et de l'Instruction (D.T.A.I.)
- De 1966 à juin 1967, affecté à la 11e Division Parachutiste, Général de Brigade en 1967, il en commande l'artillerie divisionnaire.
- 1968 il commande la 20e brigade aéroportée
- De septembre 1968 à 1971, il est Général commandant de l'École Polytechnique.
- De début 1971 à novembre 1971, il est promu général de division et devient le 1er Directeur général de l'École Polytechnique.
- De fin 1971 à 1973, il est 1er adjoint du Gouverneur Militaire de Paris.
- En 1974, il est promu général de corps d'armée et Inspecteur Général de la Défense opérationnelle du territoire.
- Le 6 avril 1977, il prend sa retraite et se fixe à Gigean dans l'Hérault.

## Décorations
Commandeur de la Légion d'honneur (12 juillet 1971), rosette, 6 citations dont une à l'ordre de l'armée.

## Publication
- François Buttner, Les compagnies de réserve départementale 1805-1814, des préfectures aux champs de bataille de l'Empire. Montpellier, Centre d'histoire militaire et d'étude de défense nationale, 1987  (ISSN 0338-604X).